# Gerard van Velzen (burgemeester)

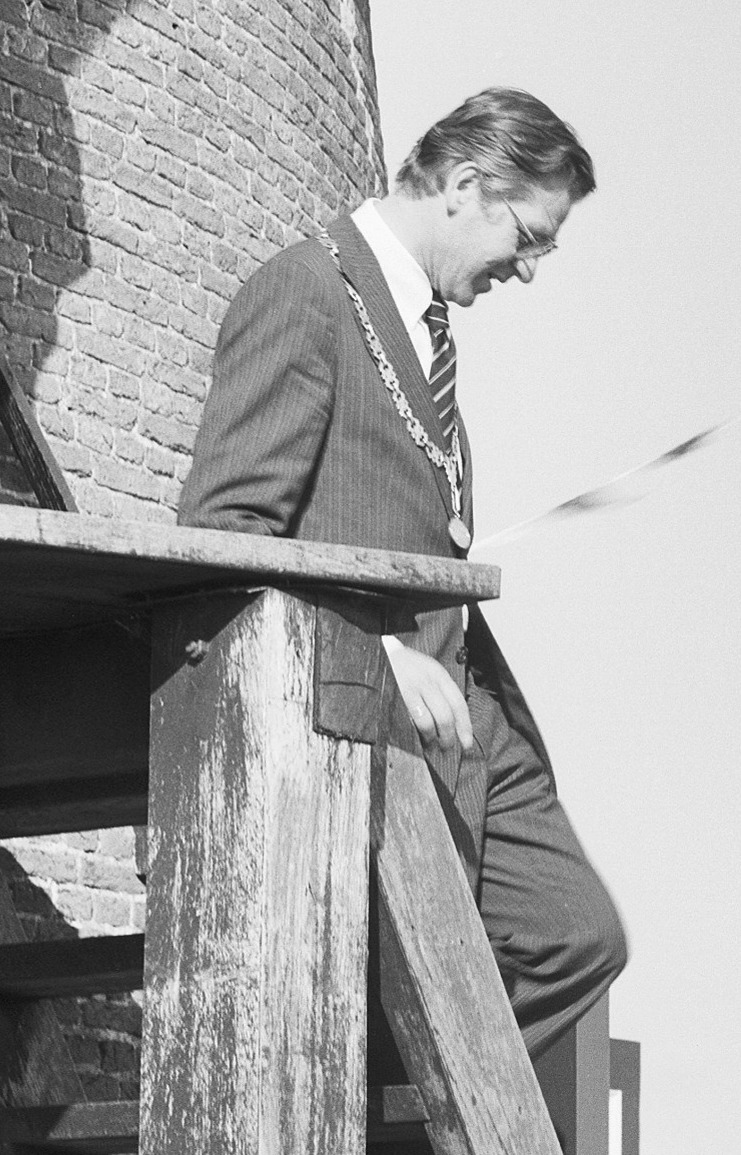
Burgemeester G. van Velzen (1979)

Gerard van Velzen (Krabbendijke, 19 januari 1930) is een Nederlands bestuurder van de Staatkundig Gereformeerde Partij.
Hij is gemeentesecretaris van zijn geboorteplaats als hij in mei 1966 wordt hij benoemd als burgemeester van de toenmalige gemeente Sint Philipsland, een kleine gemeente met toentertijd circa 2.100 inwoners. In september 1972 volgt de overstap naar Goedereede. Tot zijn pensionering op 1 februari 1995 blijft hij burgemeester van deze gemeente. Deze jaren kenmerken zich door een grote politieke rust. Van Velzen is geliefd bij de bevolking, ook bij het niet-christelijk deel. Wel weigert Van Velzen Sinterklaas te ontvangen en worden naaktrecreanten geverbaliseerd. Van Velzen wordt opgevolgd door Cees Sinke en verhuist naar Ouddorp.